# La mia città
A La mia città (magyarul: Az én városom) egy dal, amely Olaszországot képviselte a 2014-es Eurovíziós Dalfesztiválon. A dalt 2014. január 24-én jelentették be, mint Olaszország dalát a versenyen.
A dalt Koppenhágában a május 10-én rendezett döntőben fellépési sorrendben tizenhatodikként adta elő az olasz Emma Marrone olasz nyelven.
A dal mindössze 33 pontot szerzett a szavazás során, ami a 21. helyet jelentette a huszonhat fős mezőnyben. Ez volt Olaszország egyik legrosszabb eredménye a dalfesztiválok történetében, valamint az első alkalom Olaszország 2011-es visszatérése óta, hogy nem kerültek be az olaszok a legjobb 10 közé.

## Külső hivatkozások
- Dalszöveg
- A dal videóklipje
- A dal első próbája a koppenhágai arénában
- A dal második próbája a koppenhágai arénában